# Actinotia siegenfeldi
Actinotia siegenfeldi är en fjärilsart som beskrevs av Karl Schawerda 1916. Actinotia siegenfeldi ingår i släktet Actinotia och familjen nattflyn. Inga underarter finns listade i Catalogue of Life.